# Ленинский (Юринский район)
Ленинский — посёлок в Юринском районе Республики Марий Эл, Россия. Входит в Марьинское сельское поселение.

## География
Расположен на левом берегу реки Люнды.

## История
Основан в 1912 году при строительстве стекольного завода. В 1923 году завод был пущен в строй. 14 января 1941 года населённый пункт Стеклозавода им. Ленина был преобразован в рабочий посёлок Ленинский. Население посёлка в те годы составляло 1118 человек. В 1959 году рабочий посёлок Ленинский был преобразован в сельский населённый пункт. В 1996 году завод был закрыт .

## Население
| 2010 |
| ---- |
| 249  |

## Инфраструктура
В 2005 году в посёлке работали начальная школа, фельдшерско-акушерский пункт, библиотека, почта и два магазина .